# Elecciones presidenciales de Ecuador de 1835
Elección indirecta del Presidente Constitucional y Vicepresidente Constitucional del Ecuador en la Asamblea Constituyente de 1835 para un período de 4 años.

## Antecedentes
Luego del triunfo de la Revolución de los Chihuahuas en la batalla de Miñarica del 18 de enero de 1835 que enfrentó a las fuerzas gobiernistas de Vicente Rocafuerte y Juan José Flores contra las fuerzas rebeldes de José Felix Valdivieso y Isidoro Barriga, Vicente Rocafuerte reconocido por todo el país como Jefe Supremo de la República, convocó a una nueva asamblea constituyente en Ambato para legitimar su mandato, al ser designado presidente interino y luego, al finalizar la asamblea constituyente su trabajo, presidente constitucional.

## Candidatos y Resultados
Rocafuerte se convirtió en el primer presidente del país nacido en el territorio correspondiente a la República del Ecuador, en ese momento la Provincia de Quito, ya que Flores nació en la Capitanía General de Venezuela.

### Presidente
| Partido     | Presidente                               | Cargos Previos                           | Votos               | Votos                 |
| Partido     | Presidente                               | Cargos Previos                           | 22/06/1835 Interino | 08/08/1835 Definitivo |
| ----------- | ---------------------------------------- | ---------------------------------------- | ------------------- | --------------------- |
| Liberal     | Vicente Rocafuerte Rodríguez de Bejarano | Jefe Supremo del Ecuador (1835)          | 39                  | 25                    |
| Liberal     | José Joaquín de Olmedo y Maruri          | Vicepresidente del Ecuador (1830 - 1831) | 0                   | 4                     |
| Conservador | Juan José Flores Aramburu                | Presidente del Ecuador (1830 - 1834)     | 0                   | 8                     |
| Conservador | Francisco Aguirre Mendoza                | Gobernador de Pichincha (1830-1839)      | 0                   | 2                     |

Fuente:

### Vicepresidente
| Partido     | Vicepresidente                  | Cargos Previos                                     | Votos      |
| Partido     | Vicepresidente                  | Cargos Previos                                     | 08/08/1835 |
| ----------- | ------------------------------- | -------------------------------------------------- | ---------- |
| Liberal     | Juan Bernardo León y Cevallos   | Diputado por Chimborazo (1830) / (1835)            | 26         |
| Liberal     | Mariano Miño y Valdéz           | Diputado por Pichincha (1835)                      | 3          |
| Liberal     | José Joaquín de Olmedo y Maruri | Vicepresidente del Ecuador (1830 - 1831)           | 1          |
| Conservador | Francisco de Marcos y Crespo    | Presidente del Congreso Nacional (1833 - 1834)     | 2          |
| Conservador | Pedro José de Arteta y Calisto  | Vicepresidente de la 2° Convención Nacional (1835) | 1          |
| Conservador | Francisco de Aguirre Mendoza    | Gobernador de Pichincha (1830-1839)                | 5          |

Fuente: